# Pater Davids lijstergaai
Pater Davids lijstergaai (Pterorhinus davidi synoniem: Garrulax davidi) is een zangvogel uit de familie Leiothrichidae. De vogel is genoemd naar Armand David, missionaris en natuuronderzoeker in China.

## Verspreiding en leefgebied
Deze soort is endemisch in China en telt twee ondersoorten:
- P. d. davidi: noordelijk-centraal en noordoostelijk China.
- P. d. concolor: westelijk-centraal China.

## Status
De grootte van de populatie is niet gekwantificeerd maar de soort wordt omschreven als schaars. Op de Rode lijst van de IUCN heeft deze soort de status niet bedreigd.